# Cuevas de San Marcos
Cuevas de San Marcos er en by og kommune i det sydlige Spanien i provinsen Málaga. Den har et indbyggertal på 3.620 (2024) indbyggere.